# Becky Chambers
Rebecca Marie "Becky" Chambers (Los Angeles County, 3 mei 1985) is een Amerikaanse schrijfster van sciencefiction. Ze won hiervoor onder meer twee Hugo Awards en een Locus Award. Chambers wordt geschaard onder een stroming die een positieve en optimistische vorm van sciencefiction schrijft.

## Biografisch
Chambers groeide op als dochter van een docent astrobiologie en een satellietingenieur en was mede daardoor van jongs af aan geïnteresseerd in het heelal. Ze studeerde theaterwetenschappen aan de University of San Francisco en ging in eerste instantie werken als theatermanager. Daarnaast schreef ze freelance.
Chambers verzocht mensen om financiële steun op Kickstarter om zo in 2014 haar debuutboek The Long Way to a Small, Angry Planet uit te kunnen brengen. Hierin sluit hoofdpersonage Rosemary Harper zich aan bij de uit allerlei soorten bestaande bemanning van ruimteschip The Wayfarer, waarna vooral het omgaan met elkaar een uitdaging blijkt. Chambers' debuut leidde daarna tot een aantal vervolgen die samen de Wayfarers-serie gingen vormen. Hiervoor won ze in 2019 de Hugo Award voor beste serie.
Chambers publiceerde in 2021 zowel het vierde deel van de Wayfarers-serie als de novelle A Psalm for the Wild-Built. Dat bleek het eerste deel van de uit twee novelles bestaande serie Monk & Robot. Hierin reizen een troost biedende theemonnik en een zelfbewuste robot samen door het fictieve Panga op zoek naar het antwoord op de vraag wat mensen 'nodig' hebben. Chambers won hiervoor haar tweede Hugo Award en kreeg een Locus Award voor het vervolg A Prayer for the Crown-Shy.

### Boeken
Wayfarers-serie
- 2014 - The Long Way to a Small, Angry Planet
- 2016 - A Closed and Common Orbit
- 2018 - Record of a Spaceborn Few
- 2021 - The Galaxy, and the Ground Within

Overig
- 2019 - The Vela (samen met Yoon Ha Lee, SL Huang end Rivers Solomon)

### Novelles
Monk & Robot-serie
- 2021 - A Psalm for the Wild-Built (Hugo Award)
- 2022 - A Prayer for the Crown-Shy (Locus Award)

Overig
- 2019 - To Be Taught, if Fortunate